# جراحی دست

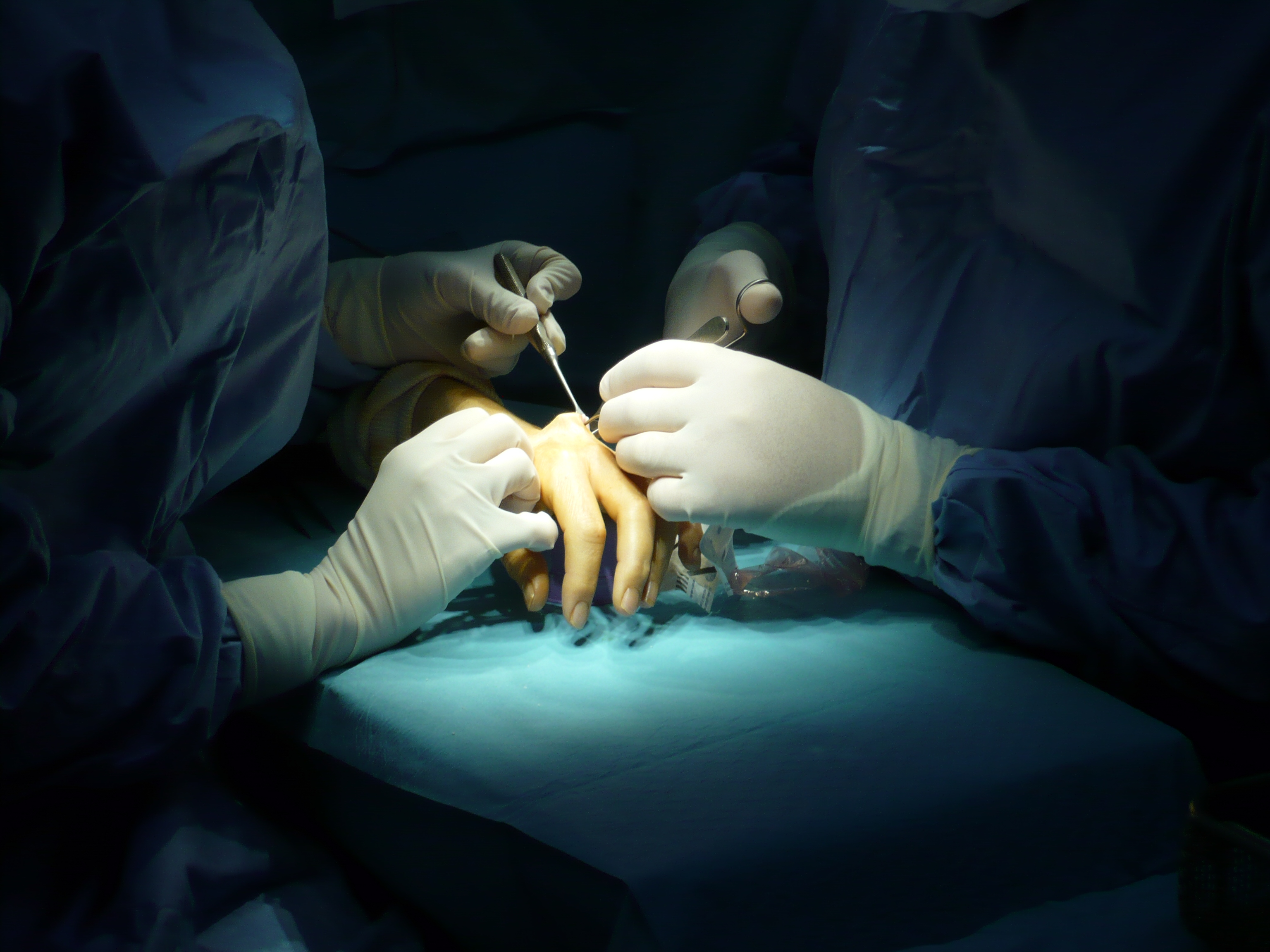
جراحی دست فرآیندی است که انواع مختلفی از مشکلاتی را که در این اندام ایجاد می شود درمان می کند

رشتهٔ جراحی دست شاخه‌ای از پزشکی است که به درمان مشکلات و بیماری‌های ناحیهٔ دست و در مجموع اندام فوقانی از طریق جراحی یا غیر جراحی می‌پردازد، مثل جراحات و عفونت‌ها. جراحان دست پزشکانی هستند که در شاخه‌های جراحی عمومی، جراحی ارتوپدی یا جراحی پلاستیک تخصص گرفته‌اند و در شاخهٔ جراحی دست فوق‌تخصص می‌گیرند.